# Onda de cabeza

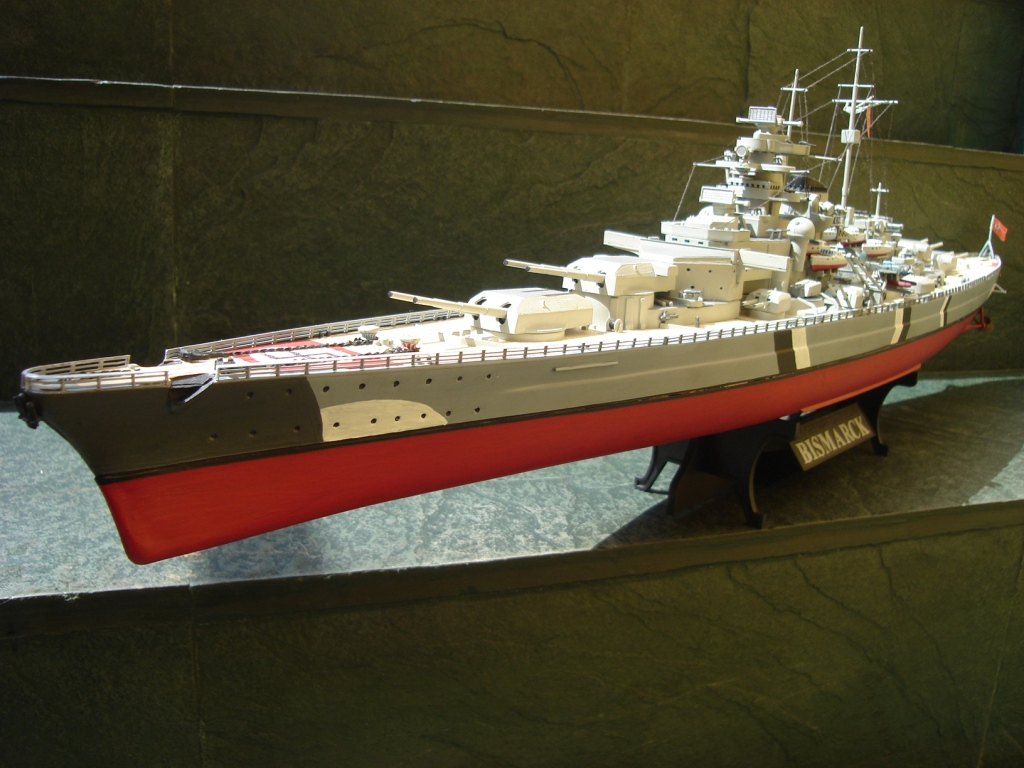
Onda de cabeza a proa como parte del camuflaje tipo Báltico en una maqueta del acorazado Bismarck

Onda de cabeza es una forma de camuflaje naval donde, por simple pintado en blanco de una onda de agua sobre la proa y popa, se pretende conferir para la vista del enemigo (un submarino o un torpedero) un andar más rápido sobre el agua, simulando la espuma que se levanta durante el avance a toda velocidad, igualmente, al pintarse más centrado sobre el buque, de lo que realmente estaría, pretende inducir a error de apreciación al enemigo sobre la distancia real a este y, de ese modo, confundir al enemigo sobre la velocidad y distancia de la nave que se pretende centrar con un tiro. 
También es sabido que este tipo de maniobra se utilizaba, sobre todo en los navíos alemanes, para desconcertar al posible enemigo sobre la eslora del barco, puesto que al confundir la distancia con este tipo de camuflaje, el tamaño del barco parecía también distinto. De este modo, el Bismarck navegó con cierta tranquilidad, pues los radares aliados no localizaban tan gigantesco navío, y los barcos y aviones aliados no eran capaces de diferenciar al Bismarck del Prinz Eugen, por ejemplo, ya que ambos tenían unos colores en el casco bastante similares. No todas las embarcaciones alemanas usaron esta estrategia de espejismo.
- Datos: Q11032801